# أوديسا يونغ
أوديسا يونغ (بالإنجليزية: Odessa Young) هي ممثلة أسترالية، ولدت في 1998. بدأت مشوارها المهني سنة 2007.

## وصلات خارجية
- أوديسا يونغ على موقع IMDb (الإنجليزية)
- أوديسا يونغ على موقع ألو سيني (الفرنسية)
- أوديسا يونغ على موقع أول موفي (الإنجليزية)
- أوديسا يونغ على موقع قاعدة بيانات الفيلم (الإنجليزية)
- أوديسا يونغ على موقع كينوبويسك (الروسية)